# Neobisioïdeus
Els neobisioïdeus (Neobisioidea) són una de les sis superfamílies de pseudoescorpins.
Tenen dos artells als tarsos de les potes i l'escut dorsal rectangular i els quelícers són robusts però moderadament llargs, la meitat de l'escut. Tenen 4 ulls, excepte les formes cavernícoles i endògenes que poden no tenir-ne. La mida va des d'1 mm en la major part de les espècies tot i que algunes cavernícoles poden arribar als 6 mm.

## Sistemàtica
La superfamília Neobisioidea consta de 7 famílies:
- Neobísids (Neobisiidae)
- Siarínids (Syariniidae)
- Ideoròncids (Ideoroncidae)
- Hyids (Hyidae)
- Boquícids (Bochicidae)
- Vacònids (Vachoniidae)
- Gimnobísids (Gymnobisiidae)